# Gros
 For alternative betydninger, se Gros (flertydig). (Se også artikler, som begynder med Gros)
Et gros er et antal på 144 stykker, hvilket er det samme som et dusin dusin. Altså 12×12 eller 12².
Begreber som engros (fra fransk un gros douzaine) og grossist eller grosserer er afledt af gros.